# Gràcia (dzielnica Barcelony)

Gràcia na mapie Barcelony

Gràcia – jeden z dystryktów (nr VI) Barcelony. Jest to najmniejsza pod względem powierzchni dzielnica Barcelony. Zajmuje obszar 4,19 km² i liczy 123 973 mieszkańców (2009). Graniczy z dzielnicami Eixample na południu, Sarrià-Sant Gervasi na zachodzie oraz z Horta-Guinardó na wschodzie. Administracyjnie dzieli się na 6 dzielnic: Barrio de Gracia, Camp d'en Grassot y Gracia Nova, La Salud, El Coll, Vallcarca i Penitentes. Główną atrakcją tej dzielnicy jest Park Güell, z wieloma elementami architektonicznymi zaprojektowanymi przez Antonio Gaudíego. Innymi charakterystycznymi miejscami są: Plaza Vila de Gràcia, Calle Gran de Gràcia, Travessera de Gràcia czy Plaza del Sol.